# Lista de presidentes da Eslovênia

Escudo de armas da Eslovênia

O presidente é o chefe de estado da Eslovênia. Segundo a constituição do país, seu mandato é de 5 anos.
Esta é a lista dos presidentes da Eslovênia após 1991, quando o país tornou-se independente da Iugoslávia.
| Nome              | Imagem | Início do mandato      | Fim do mandato         |
| ----------------- | ------ | ---------------------- | ---------------------- |
| Milan Kučan       |        | 23 de dezembro de 1991 | 22 de dezembro de 2002 |
| Janez Drnovšek    |        | 22 de dezembro de 2002 | 23 de dezembro de 2007 |
| Danilo Türk       |        | 23 de dezembro de 2007 | 22 de dezembro de 2012 |
| Borut Pahor       |        | 22 de dezembro de 2012 | 22 de dezembro de 2022 |
| Nataša Pirc Musar |        | 22 de dezembro de 2022 | presente               |